# جواو ميراندا
ميراندا (بالبرتغالية: João Miranda de Souza Filho‏)، من مواليد 7 سبتمبر 1984، لاعب كرة قدم برازيلي سابق، بدأ مسيرته الاحترافية سنة 2004 مع نادي كوريتيبا البرازيلي، ثم لعب مع نادي سوشو الفرنسي، عاد للبرازيل سنة 2006 ولعب مع نادي ساو باولو حتى سنة 2011، لعب مع أتلتيكو مدريد حتى عام 2015، وبعد ذلك مع إنتر ميلان، تم اختياره من قبل المدرب تيتي في شهر سبتمبر من عام 2016 قائداً للمنتخب البرازيلي، ساهم خلال وجوده مع نادي أتلتيكو مدريد الإسباني بفوز فريقه بلقب الدوري الإسباني 2013–14 وكأس ملك إسبانيا 2012–13 وكأس السوبر الإسباني 2014 وبلوغ المباراة النهائية لـنهائي دوري أبطال أوروبا 2014.

## روابط خارجية
- ميراندا على موقع الاتحاد الدولي (مؤرشف)  (الإنجليزية)
- ميراندا على موقع الاتحاد الأوربي (الإنجليزية)
- ميراندا على موقع الاتحاد الأوربي (الإنجليزية)
- ميراندا على موقع إي إس بي إن إف سي (الإنجليزية)
- ميراندا على موقع قاعدة بيانات كرة القدم.إي يو (الإنجليزية)
- ميراندا على موقع ليكيب (الفرنسية)
- ميراندا على موقع ناشيونال فوتبول تيمز (الإنجليزية)
- ميراندا على موقع Soccerbase.com (لاعب) (الإنجليزية)
- ميراندا على موقع Soccerway.com (الإنجليزية)
- ميراندا على موقع عالم كرة القدم.نت (الإنجليزية)